# Annet Chemengich Chelangat
Annet Chemengich Chelangat (* 29. Juli 1993) ist eine ugandische Leichtathletin, die sich auf den Langstreckenlauf spezialisiert hat.

## Sportliche Laufbahn
Erste internationale Erfahrungen sammelte Annet Chemengich Chelangat bei den Crosslauf-Weltmeisterschaften 2023 in Bathurst, bei denen sie nach 35:08 min auf den 13. Platz gelangte und in der Teamwertung die Bronzemedaille hinter den Teams aus Kenia und Äthiopien gewann. Im Oktober wurde sie bei den Straßenlauf-Weltmeisterschaften in Riga nach 1:10:16 h 16. im Halbmarathon. Im Jahr darauf wurde sie bei den Crosslauf-Weltmeisterschaften 2024 in Belgrad nach 32:56 min 16. im Einzelbewerb und sicherte sich in der Teamwertung erneut die Bronzemedaille hinter den Teams aus Kenia und Äthiopien. Im August wurde sie bei den Olympischen Sommerspielen in Paris in 31:50,41 min 20. im 10.000-Meter-Lauf.

## Persönliche Bestzeiten
- 10.000 Meter: 31:50,41 min, 9. August 2024 in Paris
- Halbmarathon: 1:10:16 h, 1. Oktober 2023 in Riga